# Keys to Tulsa
Keys to Tulsa è un film del 1997 diretto da Leslie Greif.
È un thriller drammatico statunitense con Eric Stoltz, James Spader, Joanna Going, Deborah Kara Unger e Michael Rooker. È basato sul romanzo del 1989 The Keys to Tulsa di Brian Fair Berkey.

## Trama
Richter Boudreau vive a Tulsa, in Oklahoma, e lavora come recensore cinematografico per un giornale locale solo perché convinto dalla sua acida madre Cynthia. Egli non è infatti soddisfatto del suo lavoro e della direzione che la sua vita ha preso. Egli sta per essere licenziato perché non riesce a rispettare le scadenze, vive in una casa in rovina ed è così indietro con le bollette che la fornitura di energia elettrica gli è stata tagliata.
Richter deve anche soldi a Ronnie Stover, un trafficante di droga. Ronnie è sposato con Vicky, una bellissima donna che è stata ripudiata dalla sua famiglia per il suo coinvolgimento con Ronnie. Richter è ancora innamorato di Vicky, essendo stato in passato suo fidanzato. Vicky è la sorella di Keith, un misogino alcolista che soffe di solitudine e depressione. Cherry è una ballerina di Chicago che acquista droghe da Ronnie e si innamora di Richter.
Ronnie ha intenzione di ricattare Bedford Shaw, il figlio di un uomo d'affari, Harmon Shaw, dopo che Cherry gli ha detto che Bedford ha ucciso una sua amica, una spogliarellista prostituta, nella stanza di un motel. Ronnie tenta di coinvolgere Richter nel ricatto sfruttando le sue conoscenze al giornale. Richter non vuole partecipare al progetto ricattatorio ma le cose si complicano quando Keith scopre che Richter è stato a letto con Vicky.

## Produzione
Il film, diretto da Leslie Greif su una sceneggiatura di Harley Peyton con il soggetto di Brian Fair Berkey (autore del romanzo), fu prodotto dallo stesso Greif e da Harley Peyton per la Empire Pictures, la Incorporated Television Company e la Polygram Filmed Entertainment e girato a Dallas e Fort Worth in Texas e a Tulsa in Oklahoma.

## Distribuzione
Il film fu distribuito dalla Gramercy Pictures negli Stati Uniti dall'11 aprile 1997.
Altre distribuzioni:
- in Singapore il 20 novembre 1996
- in Portogallo nel maggio del 1997 (Crime em Tulsa, home video)
- in Italia il 7 maggio 2001 (Keys to Tulsa, home video)
- in Ungheria (Zsarolók városa)
- in Brasile (Acerto de Contas)
- in Spagna (Rumbo a Tulsa)
- in Grecia (To paihnidi ton ekviasmon)
- in Finlandia (Tulsa - valheiden kaupunki)

## Critica
Secondo Leonard Maltin il film è uno "stancante melodramma a sfondo criminale". Maltin segnala la Diaz che risulterebbe divertente solo nella prima scena per poi scomparire.

## Promozione
La tagline è: "Two men taken by one woman.".